# Spar- und Leihkasse Bucheggberg
Die Spar- und Leihkasse Bucheggberg AG (SLB) ist eine im Bezirk Bucheggberg verankerte Schweizer Regionalbank mit Sitz in Lüterswil (Gemeinde Buchegg). Ihr Tätigkeitsgebiet liegt traditionell im Retail Banking und im Hypothekargeschäft.
Die Spar- und Leihkasse Bucheggberg wurde 1850 in Form einer Aktiengesellschaft gegründet, ihre Aktien werden ausserbörslich gehandelt. Das Bankinstitut beschäftigt teilzeitbereinigt 18 Mitarbeiter und verfügte per Ende 2012 über eine Bilanzsumme von 455 Millionen Schweizer Franken.
Neben ihrem Hauptsitz in Lüterswil verfügte die SLB bis Ende 2021 über eine eigene Zweigstelle in Messen.